# Andreas Mogensen
Andreas Enevold Mogensen, född 2 november 1976 i Köpenhamn, är en dansk civilingenjör, som 2009 blev utvald av ESA att bli Danmarks förste astronaut.
Andreas Mogensen besökte Internationella rymdstationen (ISS) med kazaken Aidyn Aimbetov, mellan den 4 och 12 september 2015. Danmark har betalat 25,7 miljoner euro.
Han sköts upp med Sojuz TMA-18M och landade med Sojuz TMA-16M.
Mogensen utsågs i mars 2022 att delta i Expedition 69 och 70. Han flög till rymdstationen med SpaceX Crew-7.
SpaceX Crew-7 sköts upp den 26 augusti 2023.

## Rymdfärder
- Sojuz TMA-18M / Sojuz TMA-16M
- Expedition 69 / Expedition 70 / SpaceX Crew-7